# Esercizi di stile
Esercizi di stile (Exercices de style) è una collezione di racconti dello scrittore francese Raymond Queneau. Consiste in 99 versioni della stessa semplice storia, rivisitata ogni volta in uno stile letterario differente. Le variazioni si rifanno al famoso capitolo 33 della guida retorica del 1512 dell'umanista Erasmo da Rotterdam, De Utraque Verborum ac Rerum Copia.
Gli Exercices furono pubblicati da Gallimard per la prima volta nel 1947. Nel 1963 ne uscì un'edizione aggiornata e nel 1973 un'ulteriore edizione.
Il libro fu pubblicato in Italia nel 1983 dalla casa editrice Einaudi, nella traduzione di Umberto Eco con testo originale a fronte. Una nuova edizione, con aggiunta di testi e una postfazione di Stefano Bartezzaghi, è uscita nel 2005.

## Trama
La trama è semplice e banale: a Parigi, verso mezzogiorno, su un autobus affollato, un uomo si lamenta con chi lo spinge di continuo e, non appena trovato un posto libero, lo occupa. Il narratore, due ore dopo, rivede l'uomo alla Gare Saint-Lazare con un amico, che gli dice di far mettere un bottone sulla sciancratura del soprabito.
Più che la trama, minima, sono le novantanove varianti stilistiche ad interessare il lettore: ci sono quelle enigmistiche (anagrammi, apocopi, aferesi, permutazioni delle lettere, lipogrammi...), quelle retoriche (litoti, metafore, apostrofe, ...), quelle con i linguaggi settoriali (geometrico, gastronomico, medico, botanico, ...), quelle con i gerghi e le lingue maccheroniche (con anglicismi, francesismi, volgare, ingiurioso...) e le varianti di tipi testuali (testo teatrale, tema scolastico, interrogatorio, tanka, sonetto, telegrafico...).
È presente, nel libro, anche una traduzione della storia in latino maccheronico.
I novantanove texticules, come li definisce Queneau stesso con un gioco di parole, utilizzano quindi le più svariate figure retoriche e i più disparati registri linguistici per dirci sempre la stessa cosa e vogliono mostrarci come nella parola e nella lingua siano implicite infinite potenzialità, che vanno solo lasciate libere di esprimersi. Lungi pertanto dall'essere un semplice gioco di parole, gli Esercizi di stile esprimono in pieno la portata dell'assurda estetica di Queneau: un'estetica fondata da un lato sulle facezie verbali e dall'altro su una rigorosa edificazione geometrica che accompagna tutte le sue opere.

## La traduzione in italiano
A lungo gli Esercizi di stile sono stati considerati intraducibili, non solo perché legati alla lingua francese, ma anche per il talento stilistico dell'autore. Più che una traduzione, quindi, l'edizione italiana, curata da Umberto Eco, è una riscrittura secondo le regole imposte dall'autore.
Secondo quanto dichiarato da Eco nell'Introduzione al libro, egli ha apportato le seguenti modifiche e aggiunte:
- Ha eliminato il Loucherbem, una versione legata a un gergo francese, e l'ha sostituito con il Reazionario che Queneau aveva lasciato nella prima edizione e aveva tolto nella seconda.[3]
- Ha eliminato l'Homophonique (basato sull'omofonia) e l'ha sostituito con Vero?, una seconda traduzione di Alors.[4]
- Mentre Queneau ha scritto una sola versione degli Omoteleuti, Eco ne ha scritte due.[5]
- Mentre Queneau ha scritto un solo lipogramma (in E), Eco ne ha realizzato uno per ogni vocale.[5]

## Elenco dei titoli in italiano e in francese

### Edizione del 1983
- Notazioni (Notations)
- Partita doppia (En partie double)
- Litoti (Litotes)
- Metaforicamente (Métaphoriquement)
- Retrogrado (Rétrograde)
- Sorprese (Surprises)
- Sogno (Rêve)
- Pronostici (Pronostications)
- Sinchisi (Synchyses)
- Arcobaleno (L'arc-en-ciel)
- Logo-rallye (id.)
- Esitazioni (Hésitations)
- Precisazioni (Précisions)
- Aspetto soggettivo (Le côté subjectif)
- Altro aspetto soggettivo (Autre subjectivité)
- Svolgimento (Récit)
- Parole composte (Composition de mots)
- Negatività (Négativités)
- Animismo (Animisme)
- Anagrammi (Anagrammes)
- Distinguo (id.)
- Omoteleuti (Homéotéleutes)[6]
- Lettera ufficiale (Lettre officielle)
- Comunicato stampa (Prière d'insérer)
- Onomatopee (Onomatopées)
- Analisi logica (Analyse logique)
- Insistenza (Insistance)
- Ignoranza (Ignorance)
- Passato prossimo (Passé indéfini)
- Presente (Présent)
- Passato remoto (Passé simple)[7]
- Imperfetto (Imparfait)
- Canzone (Alexandrins)
- Poliptoti (Polyptotes)
- Apocopi (Apocopes)
- Aferesi (Aphérèses)
- Sincopi (Syncopes)
- Me, guarda.. (Moi je)
- Esclamazioni (Exclamations)
- Dunque, cioè (Alors)
- Vero? ([Alors ripetuto])
- Ampolloso (Ampoulé)[8]
- Volgare (Vulgaire)
- Interrogatorio (Interrogatoire)
- Commedia (Comédie)
- A parte (Apartés)
- Parechesi (Paréchèses)
- Fantomatico (Fantomatique)
- Filosofico (Philosophique)
- Apostrofe (Apostrophe)
- Maldestro (Maladroit)
- Disinvolto (Désinvolte)
- Pregiudizi (Partial)
- Sonetto (Sonnet)
- Olfattivo (Olfactif)
- Gustativo (Gustatif)
- Tattile (Tactile)
- Visivo (Visuel)
- Auditivo (Auditif)
- Telegrafico (Télégraphique)
- Ode (id.)
- Permutazioni per gruppi crescenti di lettere (Permutations par groupes croissants de lettres)[9]
- Permutazioni per gruppi crescenti di parole (Permutations par groupes croissants de mots)[10]
- Ellenismi (Hellénismes)
- Reazionario (Réactionnaire)[11]
- Insiemista (Ensembliste)[12]
- Definizioni (Définitionnel)[12]
- Tanka (id.[13])
- Versi liberi (Vers libres)
- Lipogrammi [5] (Lipogramme)[12]
- Sostituzioni (Translation)
- Anglicismi (Anglicismes)
- Protesi (Prosthèses)
- Epentesi (Épenthèses)
- Paragoge (Paragoges)
- Parti del discorso (Parties du discours)
- Metatesi (Métathèses)
- Davanti e di dietro (Par devant par derrière)
- Nomi propri (Noms propres)
- Giavanese (Javanais)
- Controverità (Antonymique)[14]
- Latino maccheronico (Macaronique)[15]
- Francesismi (Italianismes)
- Perlee Englaysee (Poor lay Zanglay)
- Contre pèteries (Contre-petteries)
- Botanico (Botanique)
- Medico (Médical)
- Ingiurioso (Injurieux)
- Gastronomico (Gastronomique)
- Zoologico (Zoologique)
- Impotente (Impuissant)
- Modern style (id.)
- Probabilista (Probabiliste)
- Ritratto (Portrait)
- Geometrico (Géométrique)
- Contadino (Paysan)
- Interiezioni (Interjections)
- Prezioso (Précieux)
- Inatteso (Inattendu)

### Testi aggiunti nell'edizione del 2008
- Hai-Kai
- Femminile (Féminin[16])
- Matematico (Mathématique[17])
- Cocktail letterario (Coquetèle[18])
- Su un disco volante... (Sur une soucoupe volante...[19])

### Testi non tradotti in italiano
- Permutations de 2 à 5 lettres[20]
- Permutations de 9 à 12 lettres[21]
- Loucherbem[22]
- Homophonique[23]

## Trasposizioni
L'opera fu trasposta per la prima volta nel 1949, nei locali del "Comité National des Écrivains", a cura di Yves Robert, quando la compagnia "La Rose Rouge" e i mimi di "Les Frères Jacques" realizzarono uno spettacolo teatrale e la registrazione di un disco (Philips 76033). In Italia è nota la riduzione teatrale di Paolo Poli, titolata Bus, andata in scena nella stagione 1982-83.. 
Lo spettacolo è stato messo in scena in una versione con la regia di Jacques Seiler; nel cast erano presenti Gigi Angelillo, Ludovica Modugno, Francesco Pannofino. Lo spettacolo ha vinto il Biglietto d'Oro nella stagione teatrale 1991.
Nel 1996 è uscito un film dal titolo omonimo, liberamente ispirato al libro di Queneau. Anche l'arte visiva e il fumetto hanno fatto omaggio diverse volte all'opera.
Una nuovissima edizione dello spettacolo Esercizi di stile -  regia di Emanuela Pistone che ne è anche interprete insieme a Francesco Foti e Agostino Zumbo viene proposta nella stagione teatrale 2023/2024, produzione del Teatro Stabile di Catania. Lo spettacolo debutta il 2 maggio 2024 alla sala Futura del Teatro Stabile di Catania. Il 5 settembre 2024 è finalista nella sezione 'Miglior Spettacolo' al Premio 'Le Maschere del Teatro Italiano' e ottiene il Premio 'Migliori Luci' firmate da Gaetano la Mela. Torna in scena ancora nella stagione 2024/2025 sempre alla sala Futura del Teatro Stabile di Catania.
Diversi altri libri sono stati concepiti alla maniera di quello di Queneau, da autori quali Hervé Le Tellier, Maïna Lecherbonnier, Matt Madden, Lucien d'Azay, Bernard Demers, Stéphane Tufféry, Joan-Lluís Lluís, Nicolas Graner, Georges Pierru, Emmanuel Aquin, Raffaella Melotti e Simone Zanin ecc.

## Altre traduzioni
1. Inglese: Barbara Wright (1958)
2. Olandese: Rudy Kousbroek (1978)
3. Sloveno: Aleš Berger (1981)
4. Tedesco: Ludwig Harig e Eugen Helmlé (1981)
5. Greco: Achilleas Kyriakidēs (1984)
6. Ceco: Patrik Ouředník (1985)
7. Serbo: Danilo Kiš (1986)
8. Esperanto: István Ertl (1986)
9. Spagnolo: Antonio Fernández Ferrer (1987)
10. Norvegese: Ragnar Hovland
11. Catalano: Annie Bats e Ramon Lladó (1989)
12. Svedese: Lars Hagström (1990)
13. Finlandese: Pentti Salmenranta (1991)
14. Bulgaro: Vasil Sotirov e Elena Tomalevska
15. Danese: Otto Jul Pedersen (1994)
16. Galiziano: Henrique Harguindey Banet e Xosé Manuel Pazos Varela (1995)
17. Giapponese: Kōji Asahina (1996)
18. Ungherese: Bognár Robert (1996)
19. Portoghese: Helena Agarez Medeiros, Constança Bobone et al. (2000)
20. Tedesco zurigheso: Felix E. Wyss (2000)
21. Russo: Marija Konstantinovna Golovanskaja (2001)
22. Turco: Armağan Ekici (2003)
23. Polacco: Jan Gondowicz (2005)
24. Macedone: Elizabeta Trpkovska (2005)
25. Basco: Xabier Olarra (2005)
26. Estone: Triinu Tamm e Jana Porila (2007)
27. Portoghese brasiliano: (1995)
28. Romeno: a cura di Romulus Bucur (2004)
29. Ucraino: Yaroslav Koval, Yuriy Lisenko e Yurka Pozayaka (2006)
30. Croato: Vladimir Gerić (2008)
31. Ebraico: Rotem Atar (2016)
32. Lituano: Akvilė Melkūnaitė (2016)

## Edizioni italiane
- Esercizi di stile, Introduzione, trad. e cura di Umberto Eco, Collana gli Struzzi nº 282, Torino, Einaudi, 1983; Collana Tascabili nº 849, Torino, Einaudi, 2001.
- Esercizi di stile, trad. di U. Eco, in Romanzi, a cura di Giacomo Magrini, Biblioteca della Pléiade nº 3, Torino, Einaudi-Gallimard, 1992, ISBN 88-446-0003-X.
- Esercizi di stile, nuova ed. a cura di Stefano Bartezzaghi, trad. di U. Eco, Collana Supercoralli, Torino, Einaudi, 2005, ISBN 978-88-061-7864-2; Collana Super ET, Einaudi, 2008, ISBN 978-88-06-19312-6.
- Esercizi di stile, Introduzione e traduzione di Umberto Eco, Collana GTE nº 687, Roma, Newton Compton, 2011, ISBN 978-88-541-2701-2.